# 成皋之战
成皋之战是楚汉战争中的著名战役。关于成皋之战，史记高祖本纪、史记项羽本纪、汉书项籍传记载有部分矛盾。
巩义、成皋敖仓、汜水、广武（楚军曹咎部堡垒）、荥阳自西向东依次排开。项羽在拿下荥阳之后直接杀了周苛、枞公，进而拿下成皋之后，刘邦不得不渡河北走修武，项羽被汉军在巩义阻击无法再向西。而巩义就是楚汉战争楚军向西所能达到的极限。如酈生陸賈列傳：
汉三年秋，项羽击汉，拔荥阳，汉兵遁保巩、洛。……淮阴方东击齐，汉王数困荥阳、成皋，计欲捐成皋以东，屯巩、洛以拒楚。
又如项羽本纪：
汉使兵距之巩，令其不得西。
而就在此时，项羽已经拿下额荥阳、成皋、被汉军阻击在巩义，传来了彭越击毙楚军薛公的消息，项羽放弃巩义前线，楚军退守成皋，刘邦在项羽与彭越激战之际唯一一次收复成皋，成皋在楚汉战争中仅易手一次。
汉王亦与数十骑从城西门出，走成皋。……汉之四年项王进兵围成皋。……楚遂拔成皋，欲西。……汉王则引兵渡河，复取成皋，军广武，就敖仓食。
換言之彭越先是击毙楚军将领薛公，因此项羽此一次东征刘贾、彭越联军，此时刘邦在河北、趁着项羽东击刘贾、彭越的机会引兵渡河收复成皋。

然后，
项王已定东海来，西，与汉俱临广武而军，……於是项王乃即汉王相与临广武涧而语，汉王数之，项王怒，欲一战。
也就是说项羽第一次东征击败刘贾、彭越联军，回头与已经收复成皋的刘邦在荥阳和成皋之间的广武涧对话并“伏弩射中汉王”。此时荥阳在项羽手中，成皋在刘邦手中。而此时韩信从北方“已举河北、破齐、赵，且欲击楚。”后韩信又歼灭龙且部楚军，项羽在得知韩信击毙龙且楚军后，决定第二次东征彭越，部署针对韩信的黄河防线。刘邦此时在成皋城里，利用项羽向东对付韩信、彭越的时机，一举歼灭成皋东边汜水河东岸的楚军曹咎部堡垒。成皋在汜水西，汜水东依次有楚军曹咎部堡垒、荥阳。汉军小部队东渡汜水挑战曹咎部楚军堡垒，曹咎出战，汉军佯败到汜水西，曹咎渡兵汜水向西追击汉军，楚军士卒半渡，汉军突然攻击，大破楚军。楚军大司马咎、长史兼塞王欣皆自刭汜水上。
正是在汜水之战后，项羽决定与刘邦中分天下。